# Алано
Ала̀но (на италиански: Alanno) е малко градче и община в Южна Италия, провинция Пескара, регион Абруцо. Разположено е на 307 m надморска височина. Населението на общината е 3556 души (към 2013 г.).